# B-25 (Spanje)
De autovía B-25 of Autovia del Baix Llobregat is een deels in aanleg zijnde weg in Spanje. De weg van 3 kilometer is een ringweg van Sant Boi de Llobregat en verbindt de C-32 met de A-2. De B-25 werd gedeeltelijk geopend in april 2025.